# Houda Miled
Houda Miled (arabisch هدى ميلاد, DMG Hudā Mīlād; * 8. Februar 1987 in Kairouan) ist eine ehemalige tunesische Judoka. Sie gewann zwei Titel bei Afrikaspielen und sieben Titel bei Afrikameisterschaften.

## Sportliche Karriere
Die 1,71 m große Houda Miled kämpfte bis 2009 meist im Halbschwergewicht, der Gewichtsklasse bis 78 Kilogramm. 2005 gewann sie in dieser Gewichtsklasse den Titel bei den Afrikameisterschaften und bei den U20-Afrikameisterschaften. 2006 konnte sie beide Erfolge wiederholen. Bei den Juniorenweltmeisterschaften 2006 gewann sie eine Bronzemedaille. 2007 siegte sie bei den Afrikaspielen 2007 in Algier. Bei den Weltmeisterschaften 2007 in Rio de Janeiro belegte sie den siebten Platz. 2008 siegte sie bei den Afrikameisterschaften in Agadir. Bei den Olympischen Spielen 2008 in Peking verlor sie in ihrem ersten Kampf gegen die Französin Stéphanie Possamaï. 2009 gewann Houda Miled bei den Afrikameisterschaften auf Mauritius eine Bronzemedaille. Bei den Mittelmeerspielen in Pescara erreichte sie das Finale und unterlag dann der Französin Lucie Louette.
Acht Wochen nach den Mittelmeerspielen trat Houda Miled bei den Weltmeisterschaften 2009 in Rotterdam im Mittelgewicht an, der Gewichtsklasse bis 70 Kilogramm. Sie unterlag im Viertelfinale der Ungarin Anett Mészáros. Mit Siegen über die Slowenin Raša Sraka und die Italienerin Erica Barbieri erkämpfte sich Houda Miled eine Bronzemedaille. Bei den Afrikameisterschaften 2010 in Yaoundé gewann sie erstmals im Mittelgewicht. Im September 2010 schied sie bei den Weltmeisterschaften in Tokio in ihrem ersten Kampf gegen Erica Barbieri aus. 2011 gewann Houda Miled bei den Afrikameisterschaften in Dakar erneut den Titel. Nachdem sie im August bei den Weltmeisterschaften in Paris im Achtelfinale gegen die Japanerin Yoriko Kunihara ausgeschieden war, gewann sie im September bei den Afrikaspielen 2011 in Maputo den Titel mit einem Finalsieg gegen die Angolanerin Antónia Moreira de Fátima. Bei den Afrikameisterschaften 2012 in Agadir gewann Miled ebenfalls vor der Angolanerin. Bei den Olympischen Spielen 2012 in London unterlag sie in ihrem ersten Kampf der Chinesin Chen Fei.
2013 gewann Houda Miled bei den Afrikameisterschaften in Maputo eine Bronzemedaille, nachdem sie im Halbfinale gegen die Marokkanerin Assmaa Niang verloren hatte. Zwei Monate später unterlag sie Niang auch im Kampf um Bronze bei den Mittelmeerspielen in Mersin. Bei den Afrikameisterschaften 2014 in Port Louis belegte Miled den fünften Platz, erneut verlor sie den Kampf um Bronze gegen Assmaa Niang. Bei den Weltmeisterschaften in Tscheljabinsk schied sie im Achtelfinale gegen die Niederländerin Kim Polling aus. Bei den Afrikameisterschaften 2015 in Libreville gewann Houda Miled das Finale gegen Niang. Nachdem sie bei den Weltmeisterschaften in Astana im zweiten Kampf gegen die Kolumbianerin Yuri Alvear ausgeschieden war, unterlag sie zwei Wochen später bei den Afrikaspielen 2015 in Brazzaville erst im Finale gegen Antónia Moreira de Fátima. 2016 fanden die Afrikameisterschaften in Tunis statt, Miled unterlag im Finale Assmaa Niang. Bei den Olympischen Spielen in Rio de Janeiro unterlag sie der Britin Sally Conway, womit sie auch bei ihrer dritten Olympiateilnahme im ersten Kampf ausschied.